# Náhuatl tabasqueño
El náhuatl tabasqueño o náhuatl chontal es el nombre dado a una variedad de náhuatl hablado por los nahuas de la Chontalpa. Se relaciona con las variantes de Mecayapan, Tatahuicapan de Juárez, Cosoleacaque y también está emparentado con el Idioma Náhuat de El Salvador. Debido a que estas variantes carecen del sonido tl que es característico de las que se encuentran en el centro, se les llama también náhuat. 
Es la variante más oriental en territorio mexicano, de la cual quedan alrededor de 30 hablantes los que residen en la comunidad de Cupilco en el municipio tabasqueño de Comalcalco. Está clasificado según el centro de investigaciones Ethnologue en la categoría de “8b”, es decir, casi extinto.

## Frases
Uno de los pocos estudios que se han realizado de esta variante fue en 1966 por Antonio García de León, aunque su escritura nunca fue regulada se usó de una escritura mejorada para escribirlo, como podemos verlo en los ejemplos siguientes:
- cha tara = Buenos días.
- muxtepak  = Muchas gracias.
- ken tineé =  ¿Cómo estás?
- Taikapa tichuwa = ¿Por qué lloras?[3]

## Classificación
El INALI lo clasifica como “mexicano del oriente” y menciona que el autónimo es simplemente “mexicano”; según la información recopilada por esta institución en 2008 era hablada también en el municipio de Cárdenas, Tabasco, al parecer, en la actualidad ya extinta en ese lugar.

## Fonología
Es notorio los cambios fonológicos y la evolución de fonemas; de /l/ a /r/, de /cu/ a /bw/, de /k/ a /g/. E igualmente es observable el registro de la longitud vocálica. Además se encuentran préstamos de las lenguas zoque y chontal.